# Гербер, Трауготт
Трауготт Гербер (нем. Traugott Gerber, 1710—1743) — немецкий врач, ботаник и путешественник, долгое время работавший в России. Директор Аптекарского огорода в Москве.
В его честь назван род Гербера (Gerbera) — красивоцветущие многолетники из Южной Африки.

## Краткая биография
Дата рождения точно не установлена. Известно, что он родился в Саксонии в семье лютеранского священника Иоганна Георга Гербера (Johann George Gerber) и Сидонии Гербер (Sidonia Gerber), урождённой Пфайффер (Pfeiffer). Отец Трауготта Гербера умер за четыре месяца до рождения сына; крещение состоялось 16 января 1710 года. О молодых годах известно крайне мало.
29 апреля 1730 года Трауготт Гербер был зачислен в Лейпцигский университет. 26 июня 1735 года он обратился на медицинский факультет за докторским дипломом. Через месяц, 29 июля 1735 года Гербер представил к защите диссертацию «De Thoracibus» и получил степень доктора медицины.
В том же году по протекции личного врача императрицы Анны Иоанновны Гербер получил место директора Аптекарского огорода в Москве — ботанического сада для выращивания лекарственных растений, основанного ещё Петром Первым в 1706 году. Эту должность он занимал с 1735 по 1742 год.
В 1739—1741 годах Гербер предпринял несколько поездок по России по Волге, верхнему Дону, и северо-востоку Малороссии для сбора растений. Его ботанические рукописи по флоре России (Flora Wolgensis, Flora Samarcensis Tatarica и Flora Moscuensis) распространялись в списках и были известны ботаникам-современникам, в том числе Карлу Линнею.
В 1738—1739 годах — преподаватель анатомии и хирургии в Московской госпитальной школе.
В 1742 году вышел в отставку. В том же году был откомандирован в Финляндию сопровождать русскую армию, принимавшую участие в русско-шведской войне.
Гербер вёл переписку с известными учёными того времени: голландским врачом и ботаником Адрианом ван Ройеном (1704—1779) и швейцарским анатомом, физиологом и ботаником Альбрехтом фон Галлером (1708—1777); Гербер написал последнее письмо Галлеру за неделю до смерти — 1 февраля 1743 года.
Сведения о том, что копии рукописей Гербера Flora Volgensis и Flora Tanaicensis находились в библиотеке знаменитого Карла Линнея, имеются в диссертации, которую в 1766 году защитил в Уппсальском университете ученик Линнея Александр Карамышев.
Скончался Трауготт Гербер в Выборге 8 февраля 1743 года.

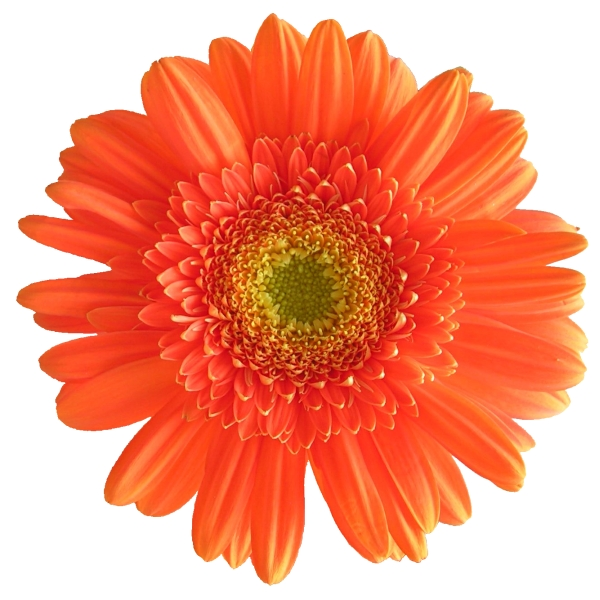
Соцветие герберы — растения, названного в честь Трауготта Гербера

## Научные труды
- Flora Tanaiensis seu conspectus plantarum in desertis Voronicensibus, Tavroviensibus et aliis collectarum et siccatarum (копия Flora Tanaensis Per Provinciam Woronicensem a Tawrow ad Tanaim majorem et Per tractum Bielgrodensem ad Tanaim minorem Collectarum et siccatarum opera с дополнением Plantae Lubenenses et Parvae Russiae Gerberi)  (лат.). Рукопись 1741 г.
- Flora Mosquensis et quae exoticae in horto coluntur  (лат.). Рукопись 1742 г.
- Flora Volgensis seu plantae ad fluvium Volgam, in desertis circa Simbirsk, Samara, Saratov, Zarizyn et interdui per tractum Tanaiensium Gosacorum et deserta Tamboviensia observatae  (лат.). Рукопись 1739 г.

## В честь Гербера
В 1738 году голландский ботаник Ян Фредерик Гроновиус назвал в честь Трауготта Гербера род африканских растений Gerbera из семейства Астровые. Карл Линней включил этот род в свою систему и опубликовал в работе Species Plantarum. Поскольку с точки зрения Международного кодекса ботанической номенклатуры научные названия растений, обнародованные до 1 мая 1753 года, не считаются действительно обнародованными, Линней формально является автором названия этого таксона и научное название рода записывается как Gerbera L.